# Èpsilon de l'Ossa Menor
Èpsilon de l'Ossa Menor (ε Ursae Minoris) és un estel en la constel·lació boreal de l'Ossa Menor de magnitud aparent +4,21. Es troba a uns 347 anys llum del Sistema Solar. Ocasionalment se l'anomena amb el nom Urodelus, en grec «cua evident o visible» de l'os o del gos.
Èpsilon Ursae Minoris és un sistema estel·lar triple, l'estel principal del qual, Èpsilon Ursae Minoris A, és al seu temps un binari eclipsant. L'estel visible és un gegant groc de tipus espectral G5III i 5200 K de temperatura, 225 vegades més lluminosa que el Sol. Cada 39,4816 dies l'altre estel eclipsa parcialment la geganta groga. A més la proximitat entre ambdues components fa que el sistema sigui una variable RS Canum Venaticorum, on ambdós estels roten més de pressa de l'habitual generant intensa activitat cromosfèrica i taques estel·lars. Això fa que la seva magnitud fluctuï entre +4,19 i +4,23.
L'altra component, Èpsilon Ursae Minoris B, es troba a 77 segons d'arc del parell interior. A una distància de 8100 ua no s'ha detectat moviment orbital, però sí semblen estar relacionades pel seu desplaçament comú a través de l'espai. La seva magnitud 11 permet deduir que és un nan groc-taronja de tipus espectral K0V.